# Stefano Di Cola
Stefano Di Cola (San Benedetto del Tronto, 11 dicembre 1998) è un nuotatore italiano.

## Biografia
A Tarragona 2018 ha vinto la medaglia d'oro nei 4x200 stile libero maschile insieme a Matteo Ciampi, Filippo Megli, Mattia Zuin con un tempo di 7.11.66.
Ha partecipato ai Campionati europei di nuoto di Glasgow 2018, vincendo la medaglia di bronzo nella staffetta 4x200 metri stile libero, con i connazionali Alessio Proietti Colonna, Filippo Megli, Mattia Zuin e Matteo Ciampi.
Alle Universiadi di Napoli 2019 ha vinto la medaglia d'argento nella staffetta 4x200 metri stile libero, gareggiando al fianco di Mattia Zuin, Matteo Ciampi e Alessio Proietti Colonna.
Ai mondiali di Gwangju 2019 ha stabilito il primato nazionale nella staffetta 4x200 metri stile libero, con il tempo di 7'02″01. Il suo tempo di frazione è stato 1'45″58, quello dei compagni Filippo Megli 1'45″80, Stefano Ballo 1'45″22 e Matteo Ciampi 1'46″42.
Nel 2021 ha partecipato alle Olimpiadi di Tokyo 2020 conquistando una semifinale individuale nei 200 stile libero e un quinto posto nella staffetta 4x200 stile libero. 

## Palmarès
- Europei

Glasgow 2018: bronzo nella 4x200m sl.
Budapest 2020: argento nella 4x200m sl mista e bronzo nella 4x200m sl.
Roma 2022: argento nella 4x200m sl e bronzo nella 4x200m sl mista.
- Giochi del Mediterraneo

Tarragona 2018: oro nella 4x200m sl.
- Universiadi

Napoli 2019: argento nella 4x200m sl e bronzo nei 200m sl.
- Europei giovanili

Hódmezővásárhely 2016: argento nella 4x100m sl.

### Campionati italiani
| Anno | Edizione    | stile libero 200 m |
| ---- | ----------- | ------------------ |
| 2021 | Primaverili | 2                  |